# هوستون هوفر
هوستون هوفر (بالإنجليزية: Houston Hoover)‏ هو لاعب كرة قدم أمريكية أمريكي، ولد في 6 فبراير 1965 في يازو سيتي في الولايات المتحدة.

## وصلات خارجية
- هوستون هوفر على موقع مرجع كرة القدم المحترفة.كوم (الإنجليزية)